# Oratorio di San Bernardo (Rialto)
L''oratorio di San Bernardo è luogo di culto cattolico situato nella località di Vene nel comune di Rialto, in provincia di Savona. È ubicata alle adiacenze della parrocchiale di San Lorenzo. In esso ha sede l'omonima confraternita di San Bernardo.

## Storia e descrizione
La confraternita è attestata a partire dalla seconda metà del XVI secolo, anche se l'oratorio pare sia stato edificato (o riedificato nelle forme attuali) nel  1726. L'edificio si presenta a navata unica con presbiterio quadrato, in un semplice stile barocco.
Sulla facciata, alleggerita da un rosone quadrilobato, è presente un bassorilievo in stucco sopra il portone di ingresso, raffigurante san Bernardo con il diavolo in catene.